# Shutul
Shutul, eller Shotul, är ett distrikt i Afghanistan. Det ligger i provinsen Panjshir, i den nordöstra delen av landet, 90 kilometer norr om huvudstaden Kabul.
Distriktet beräknades år 2022 ha cirka 13 000 invånare.